# Station Szczygłowice Kopalnia
Station Szczygłowice kopalnia is een spoorwegstation in de Poolse plaats Knurów.